# Вулиця Маяковського (Мелітополь)
Вулиця Маяковського — вулиця в Мелітополі в історичному районі Новий Мелітополь. Йде від Перекопської вулиці до Польової вулиці.

## Назва
Вулиця названа на честь Володимира Маяковського — російського радянського поета.

## Історія
Перша відома згадка вулиці датується 17 січня 1939 року.